# Monoculodes tenuirostratus
Monoculodes tenuirostratus är en kräftdjursart som beskrevs av Boeck 1871. Monoculodes tenuirostratus ingår i släktet Monoculodes, och familjen Oedicerotidae. Arten är reproducerande i Sverige.